# Schachblume
Die Schachblume (Fritillaria meleagris), auch Schachbrettblume oder Kiebitzei genannt, ist eine Pflanzenart aus der Familie der Liliengewächse (Liliaceae). Sie wird als Zierpflanze verwendet und wurde zur Blume des Jahres 1993 gewählt.

## Beschreibung

### Erscheinungsbild und Blatt
Die Schachblume wächst als ausdauernde krautige Pflanze. Dieser vorsommergrüne Geophyt bildet als Überdauerungsorgan eine runde, im Durchmesser 1 bis 2 Zentimeter große Zwiebel, die aus wenigen Zwiebelschuppen besteht. Im zeitigen Frühjahr treibt sie einen etwa 15 bis 20 Zentimeter langen unverzweigten und beinahe runden Stängel. Die oberirdischen Pflanzenteile sind kahl.
Am Stängel stehen wechselständig meist vier bis sechs (drei bis acht) graugrün gefärbte Laubblätter. Die einfache Blattspreite ist maximal 1 Zentimeter breit, linealisch und schmal-rinnig.

### Blüte und Frucht

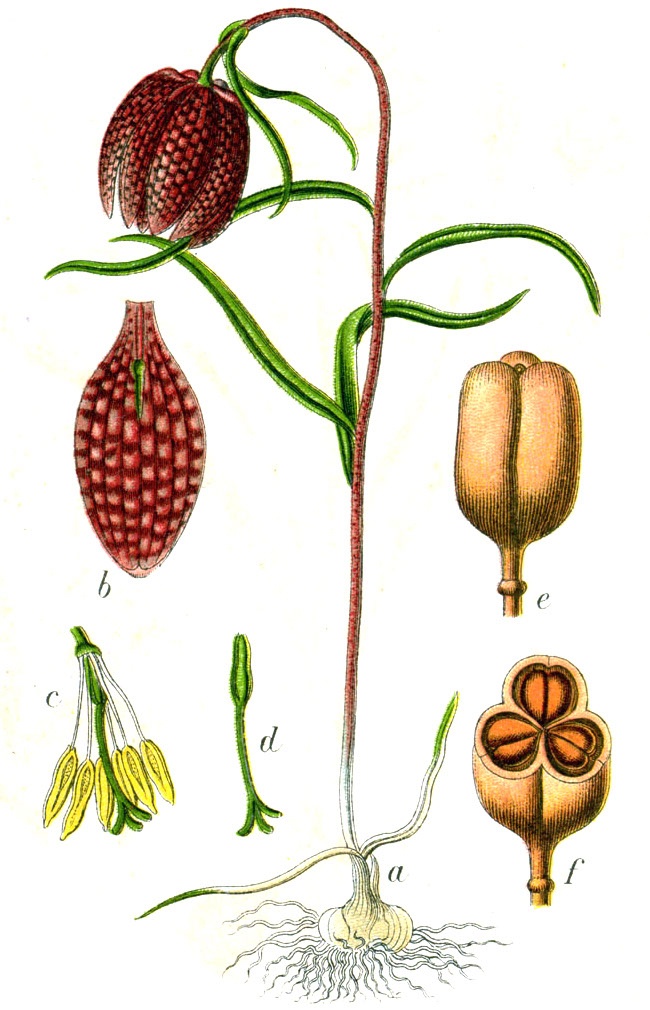
Illustration von Jacob Sturm (1796)

Die Blütezeit reicht von April bis Mai. Die meist einzelnen, selten zu zweit stehenden Blüten sind nickend bis nach unten hängend. Die zwittrigen, dreizähligen Blüten sind fast geruchlos und breit glockenförmig. Die sechs gleichgestaltigen, etwa 4 Zentimeter langen Perigonblätter, deren stumpfe Spitze meist etwas umgebogen ist, sind schachbrettartig purpurrot-weiß oder grünlich-weiß gefleckt. Selbst bei der völlig weißen Form Fritillaria meleagris f. alba ist die namensgebende Musterung noch schwach zu erkennen. Die sechs Staubblätter werden deutlich von den Perigonblättern überragt. Die 10 bis 13 mm langen freien Staubfäden sind weiß und die Staubbeutel sind gelb. Es sind auffällige Nektarien vorhanden. Drei Fruchtblätter sind zu einem oberständigen, dreikammerigen Fruchtknoten verwachsen. Der Griffel ist dreispaltig.
Die aufrechte, bis 15 mm lange, kantige, dreifächerige Kapselfrucht enthält zahlreiche Samen pro Fruchtfach.

### Chromosomensatz
Die Chromosomenzahl beträgt 2n = 24. Ausgehend von der Chromosomengrundzahl der Gattung Fritillaria von x = 12 liegt Diploidie vor.

## Ökologie

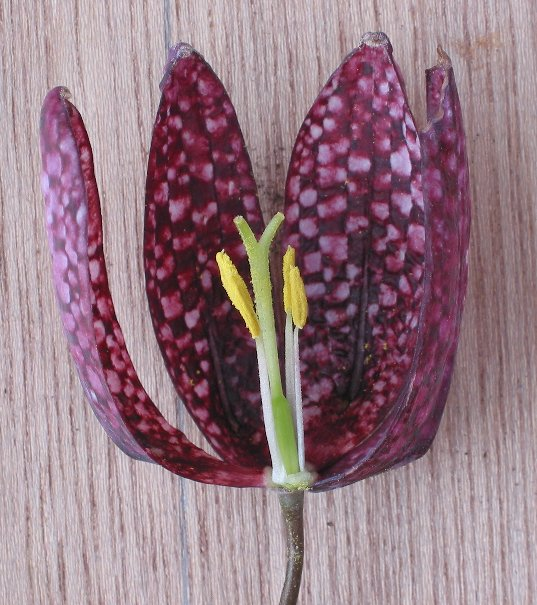
Blüte im Längsschnitt: zu erkennen sind weiße Staubfäden und gelbe Staubbeutel, grüner Fruchtknoten und dreispaltiger Griffel

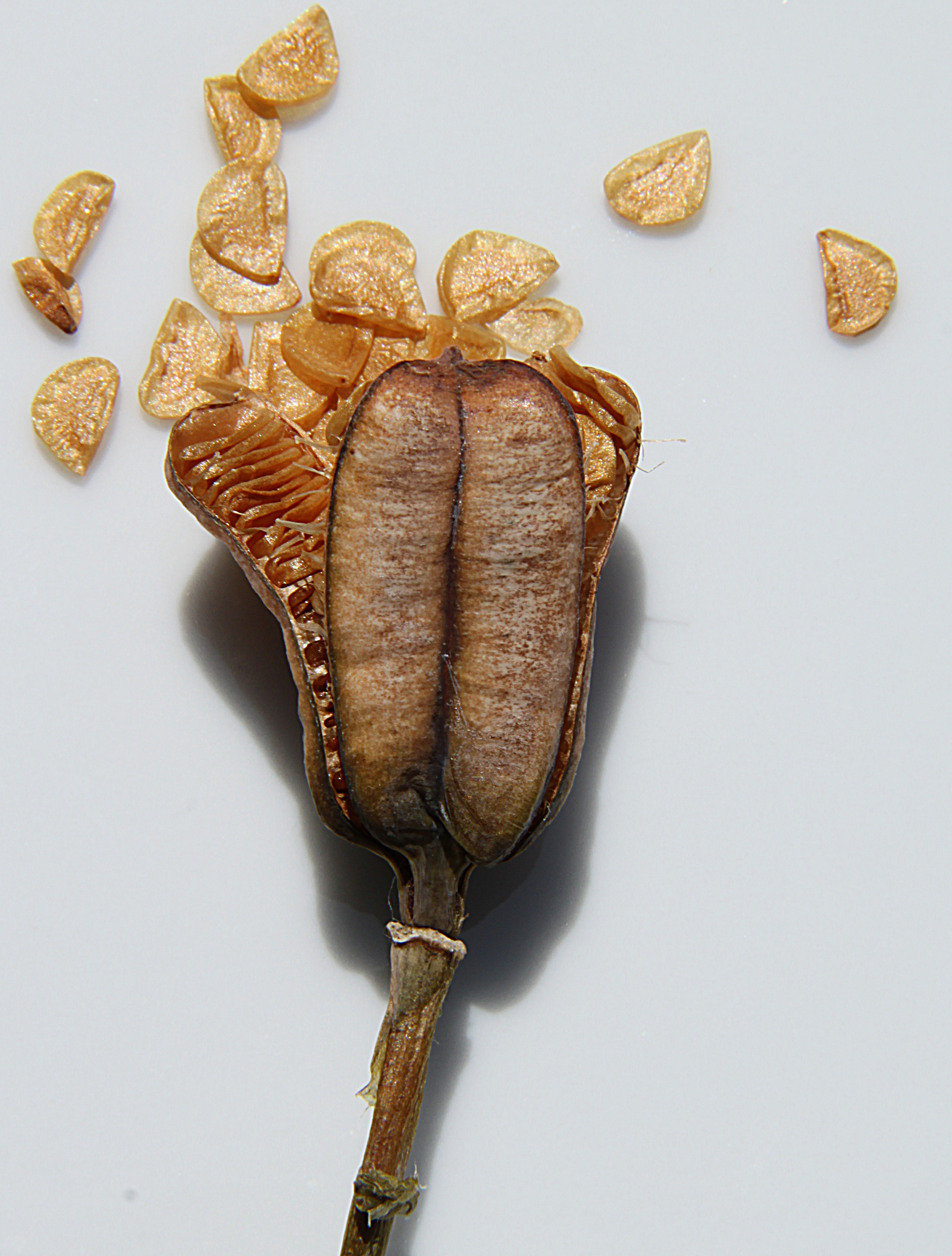
Reife dreifächerige Kapselfrucht mit Samen

Die Schachblume vermehrt sich über Samenbildung und vegetativ durch Brutzwiebeln. Die Schachblume ist ein Kaltkeimer. Die Bestäubung erfolgt über Insekten, wobei Hautflügler wie Hummeln und Bienen eine zentrale Rolle spielen.

### Standort und Pflanzensoziologie
Die Schachblume ist eine Lichtpflanze, das heißt, sie wächst in vollem Licht und erträgt nur in Grenzen eine Beschattung. Ihr ökologischer Schwerpunkt liegt auf nassen, zum Teil überschwemmten, luftarmen, mäßig stickstoffreichen, neutralen Lehm- und Tonböden. Die Schachblume kommt besonders in Gesellschaften der Ordnung Molinietalia, aber auch in denen der Ordnung Arrhenatheretalia vor.

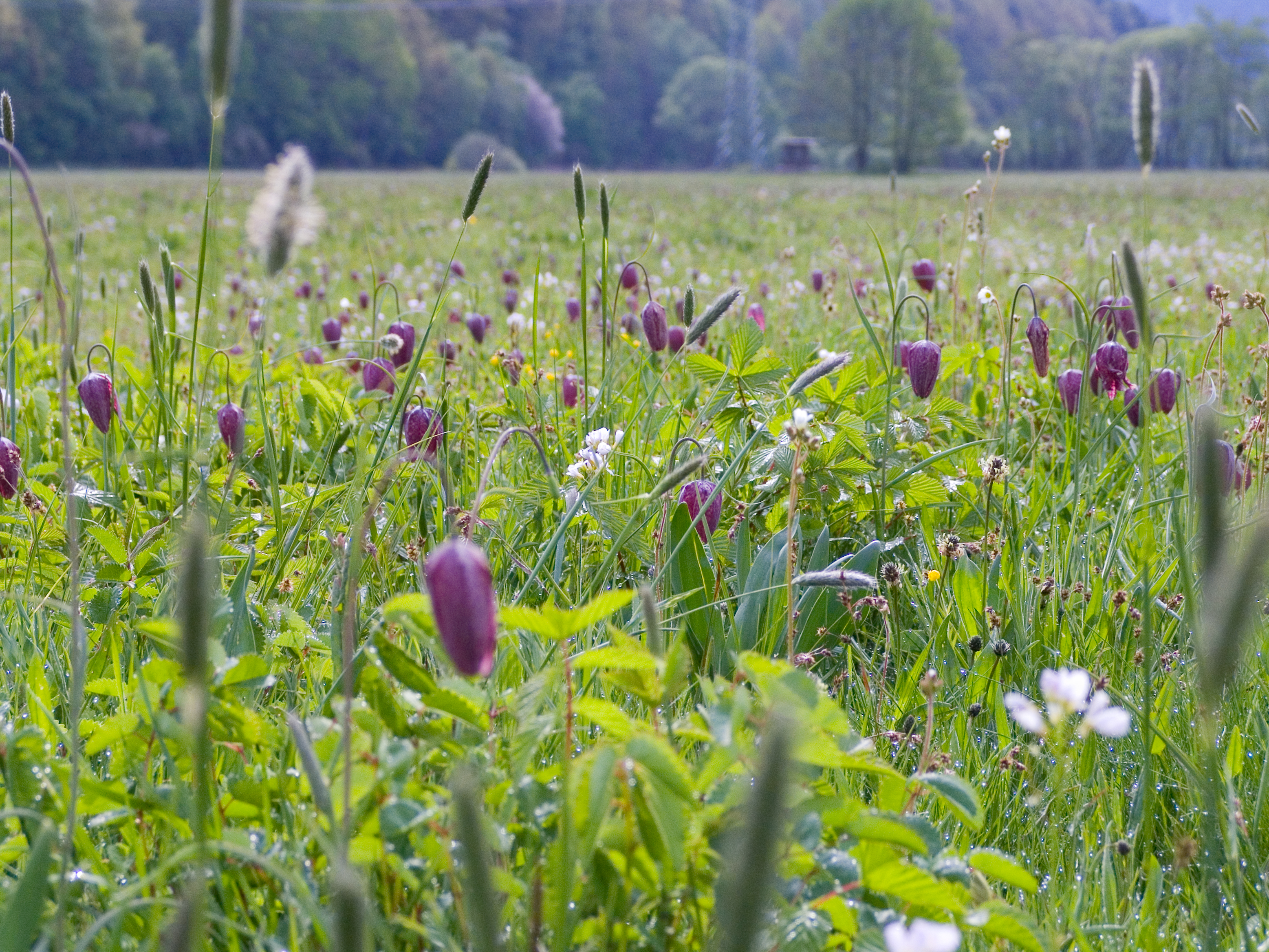
Schachblumen in den Sinnwiesen in Hessen

## Verbreitung
Die Schachblume ist ein subatlantisch-submediterranes Florenelement. Nach Krausch erstreckt sich ihr natürliches Verbreitungsgebiet von der Normandie über Mittel- und Südfrankreich, das Alpenvorland, Kroatien, Serbien, Ungarn und bis nach Rumänien. In Mitteleuropa dürfte die Art nicht ursprünglich sein und die Vorkommen auf Verwilderungen und absichtliche Auspflanzungen zurückgehen. Die Schachblume gilt in Deutschland somit als Stinsenpflanze.
In England ist die Schachblume erst seit 1736 wild nachgewiesen. Ein größeres Vorkommen wächst zum Beispiel auf einer Wiese des Magdalen College, Oxford. Weitere englische Vorkommen befinden sich in Ducklington, einer „Site of Special Scientific Interest“, und Cricklade im Tal der oberen Themse.
Das größte zusammenhängende Vorkommen in Deutschland befindet sich in den Feuchtwiesen der beiden aneinander angrenzenden Naturschutzgebiete Sinngrund (Unterfranken) und Sinnwiesen von Altengronau (Hessen) an der Sinn. Der größte Bestand östlich der Elbe kommt in der unmittelbaren Nähe der Stadt Ziesar in Brandenburg vor. Daneben kommt die Schachblume in Deutschland noch an der unteren Elbe bei Hetlingen (dort stehen auf 145 Hektar ca. 80.000 Exemplare), im Naturschutzgebiet Untere Seeveniederung nahe der Mündung des Elbzuflusses Seeve, in einem mittelgroßen Bestand in den Glimmeroder Wiesen bei Hessisch Lichtenau, sowie vereinzelt in den Naturschutzgebieten Heuckenlock (an der Süderelbe bei Moorwerder), Duvenstedter Brook und Wittenbergen, bei Sassenberg in Westfalen (NSG Schachblumenwiesen), am Main (z. B. in Bayreuth) und im Naturschutzgebiet Juliusplate an der Unterweser vor.
Weitere Vorkommen gibt es auch in Baden-Württemberg, Bayern und in der Schweiz.
In Österreich findet sie sich beispielsweise in der Oststeiermark (Gemeinde Großsteinbach) und im Südburgenland (Schachblumenwiesen Hagensdorf-Luising).

## Gefährdung
Die Schachblume ist in Deutschland stark gefährdet und gilt nach der Bundesartenschutzverordnung (BArtSchV) ebenso wie in Österreich in den einzelnen Bundesländern als besonders geschützt. 1993 wurde sie als Blume des Jahres ausgewählt. Sie ist hauptsächlich durch die Zerstörung ihrer natürlichen Lebensräume in Feucht- und Nasswiesen, Auwäldern und Überschwemmungsbereichen von Flüssen (Flussauen) bedroht. Weiter wirkt sich die anhaltende Eutrophierung der Böden durch Düngemittel ursächlich bestandsmindernd aus. In Österreich gilt die Schachblume als vom Aussterben bedroht. In der Schweiz ist sie seit 2000 vollständig geschützt.

## Taxonomie und Systematik

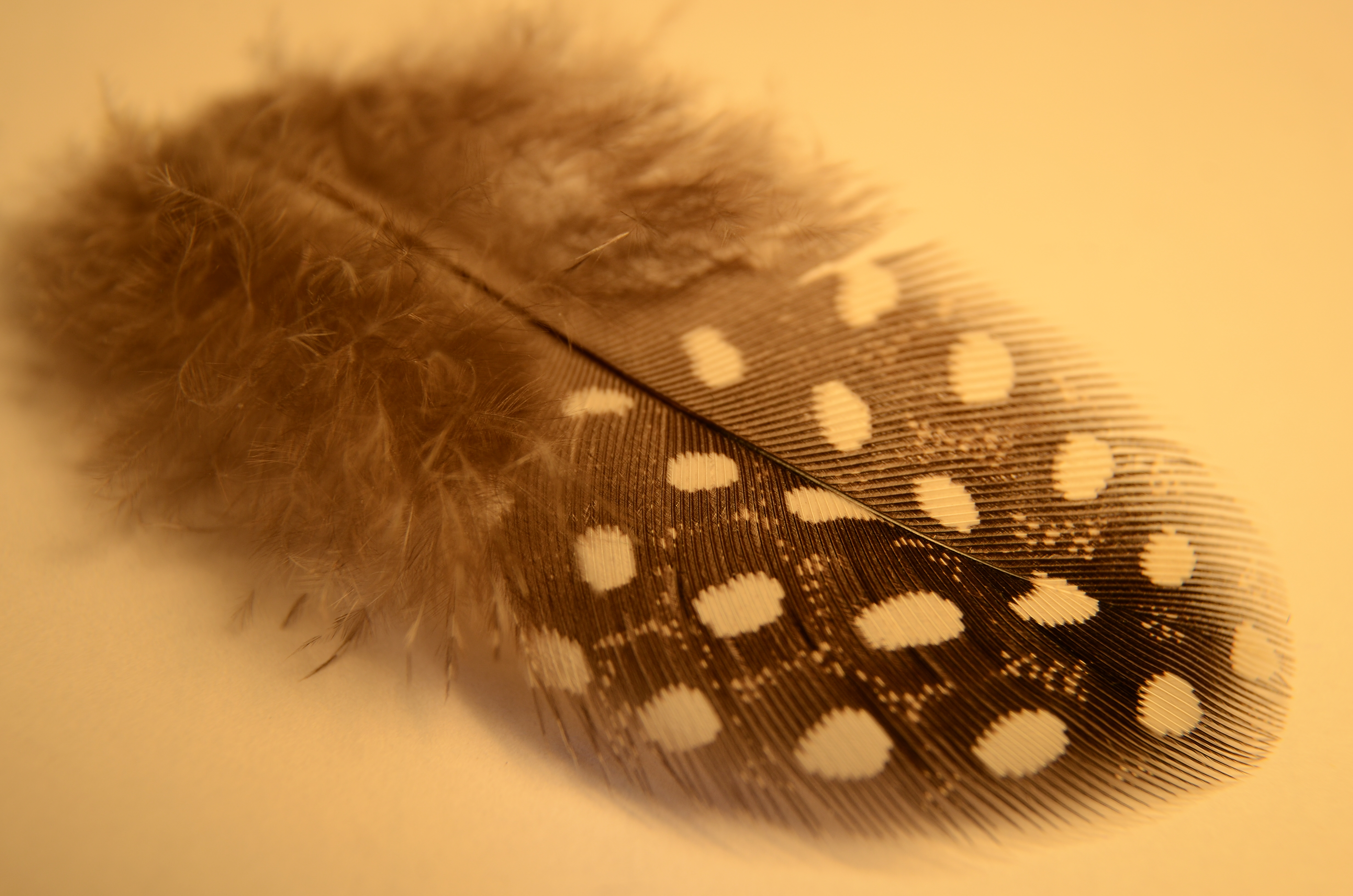
Feder eines Perlhuhns

Fritillaria meleagris wurde 1753 von Carl von Linné in Species Plantarum Band 1, Seite 304 erstbeschrieben. Das Artepitheton meleagris bedeutet „Perlhuhn“ und bezieht sich auf das typische Muster der Blüte.
Nicht mehr zu Fritillaria meleagris gehört Fritillaria tubiformis var. burnatii (Planch.) Rouy (Syn.: Fritillaria meleagris subsp. burnatii (Planchon) Rix).

## Giftigkeit
Wie die meisten Fritillaria-Arten ist die Schachblume für den Menschen giftig. Vor allem die Zwiebel enthält eine Reihe von giftigen Alkaloiden, darunter Fritillin und das Steroidalkaloid Imperialin, das zu Kreislaufbeschwerden, Erbrechen und Krämpfen führen kann –, bei hohen Dosen (besonders bei Kindern) auch zum Herzstillstand. Zur Behandlung werden Spasmolytika verabreicht.

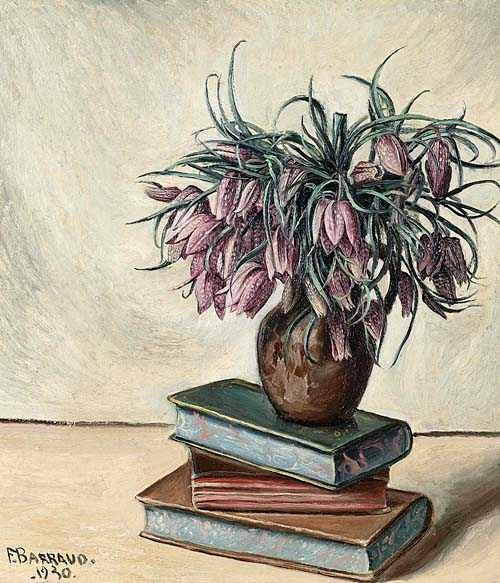
Schachblumen in einem Gemälde von François Barraud, 1930

## Verwendung als Zierpflanze
Die erstmals 1572 in botanischer Literatur erwähnte Schachblume wurde in der zweiten Hälfte des 16. Jahrhunderts als Gartenpflanze nach Mitteleuropa eingeführt. Ein Stillleben des Holländers Jakob de Gheyn II., das zwischen 1600 und 1603 entstand, zeigt Schachbrettblume, Gretchen-im-Grünen, Rosen, Akelei, Maiglöckchen, Stiefmütterchen und eine Schrenk-Tulpe. Sie zählte im 17. Jahrhundert zu den beliebtesten Zierpflanzen der Barockgärten. Im Laufe des 19. Jahrhunderts geriet sie aus der Mode.
Die Schachblume wird, wenn auch wohl seltener als früher, in Gärten zur Bepflanzung von Rabatten und Steingärten und als Schnittblume gezogen. Es existieren Sorten mit weißen, dunkelroten, hellrosafarbenen, rötlichvioletten oder braunpurpurnenen Blütenhüllblättern mit unterschiedlich ausgeprägtem Schachbrettmuster. Sie benötigt feuchten Boden  und übersteht trockene Sommer häufig nicht.

## Trivialnamen
Für die Schachblume bestehen bzw. bestanden auch die weiteren deutschsprachigen Trivialnamen: Fritillariablum, Kiewitsei (Unterweser), Kiwitzei, Kukukstulpe (Pommern) und Perlhuhntulpe (Pommern).